# Alytaus Arena
Die Alytaus Arena ist ein Sportzentrum in der sechstgrößten litauischen Stadt Alytus. Die Alytaus Arena befindet sich in der Straße Naujoji g. 52. Sie ist das Heimatstadion des Basketballteams BC Alytus (LKL und BBL). Der Betreiber der Arena ist eine öffentliche Anstalt (Alytaus sporto ir rekreacijos centras). 

## Geschichte
Im Jahr 2009 startete das Bauprojekt und am 23. Oktober erreichte man den höchsten Punkt der Bauarbeiten. Die Arena wurde vom Unternehmen UAB „Struktūra“ errichtet.
Am 12. Februar 2011 wurde die Arena eröffnet.
Von August 2011 bis September 2011 fanden hier die Spiele der Vorrundengruppe C der Basketball-Europameisterschaft 2011 statt.